# Louis Blanc (arhitect)
Louis Pierre Blanc (n. 31 decembrie 1860, Geneva — d. 26 aprilie 1903, București) a fost un arhitect elvețian, proiectantul unor clădiri publice monumentale, reprezentative pentru arhitectura urbană de la sfârșitul secolului al XIX-lea și începutul secolului al XX-lea. Cele mai numeroase clădiri proiectate de către el au fost construite în București.

## Opere
Cele mai importante clădiri proiectate:
- Institutul de Bacteriologie Victor Babeș[4], București
- Casa Ion Lahovary[5], Calea Dorobanților, 1889, București
- Casa Maria Lahovary, 1889, București, Calea Dorobanților nr. 39[6]

- Casa Nicolae Filipescu, 1888, București, construită pe strada Scaune, nr. 26, fostă Batiștei, nr. 15, actualmente Batiștei, nr. 13. Casa spațioasă, compusă din subsol, parter și etaj, cu ferestre canelate și cu ancadramente, a fost construită între 1888-1890.[7]
- Palatul Ministerului Agriculturii și Domeniilor, sediul Ministerului Agriculturii și Dezvoltării Rurale, 1895, București
- Universitatea Alexandru Ioan Cuza din Iași, 1893–1897, Iași
- Casa Take Ionescu [8], București
- Palatul H. Spayer, 1900,București
- Palatul Facultății de Medicină, 1895 - 1902, București